# Lycée Jeannette-Verdier
Le lycée professionnel Jeannette-Verdier, abrégé en LP Verdier est un lycée d'enseignement professionnel français de l'académie d'Orléans-Tours situé sur le territoire de la commune de Montargis, le département du Loiret et la région Centre-Val de Loire.
L'établissement est l'un des cinq lycées publics de l'agglomération montargoise et rives du Loing avec le lycée professionnel Château-Blanc et les lycées généraux et technologiques Durzy, en Forêt et Le Chesnoy. Il est l'un des 32 lycées du Loiret.
Le lycée a été baptisé en hommage à la résistante française Jeannette Verdier, née Jeannette Dauliac (1911-1947).
Le LP Verdier comptait à la rentrée 2022 environ 550 élèves et abrite par ailleurs les locaux du CFA Est-Loiret, qui regroupe environ 300 apprentis : le site accueille donc près de 950 personnes. Le lycée possède également un internat d'une centaine de places. Il est doté d'une unité d’inclusion scolaire professionnelle, appelée ULIS pro. et accueillant des élèves présentant des troubles des fonctions cognitives, régulièrement inclus dans les formations professionnelles du lycée.
A la fin du printemps 2016, la lycée a subi comme la partie basse de la ville de Montargis quelques jours d'inondations, dues à la montée des eaux du Vernisson passant sous le lycée, qui ont conduit la région Centre-Val de Loire a réaliser d'importants travaux de modernisation des locaux professionnels et à bâtir deux nouveaux corps de bâtiments sur pilotis.

## Historique
Le lycée est fondé en 1963 sur les hauteurs de Montargis, sur le site du château. Au déménagement du lycée Durzy à son emplacement actuel sur la commune de Villemandeur en 1993, le LP Verdier a été implanté dans les locaux de l'ancienne Ecole Durzy, aux abords du centre ville de Montargis sur le site de l'avenue Gaillardin. Le lycée actuel a été inauguré le 8 décembre 1994 par Maurice Dousset, une plaque le rappelle dans le hall d'entrée. Le lycée n'est plus enregistré à l’adresse 35, avenue Gaillardin mais au 3, rue Cyrille Robert, la rue latérale : une entrée plus moderne a été construite donnant sur le parking qui le sépare du gymnase du Puiseaux.
Le site du lycée accueille également les locaux du CFA Est-Loiret, autonome et piloté par un syndicat inter-communal ; le lycée accueille certains apprentis dans son restaurant scolaire ainsi qu'au sein de son internat.

## Installations - Travaux 2019-2022
En plus des deux corps de bâtiments, pour l'enseignement général et pour l'enseignement professionnel, à la rentrée 2013, l'ancien gymnase du lycée a été transformé en atelier pour le pôle logistique-transport. Les lycéens utilisent désormais les installations sportives du gymnase du Puiseaux. Le lycée est en outre doté d'un internat de 100 places, qui abrite au premier niveau le restaurant scolaire.
Le CFA Est-Loiret est également présent sur le site du LP Verdier : il accueille environ 300 apprentis, dans les filières coiffure, mécanique automobile et commerce, du CAP au BTS et Bachelor (bac+3).
Deux nouveaux bâtiments sont construits en 2021 : l'un pour le CFA, abritant des salles de cours et des bureaux, l'autre pour lycée, accueillant plusieurs bureaux ainsi que la salle des professeurs. A ce dernier bâtiment est arrimée la passerelle entre le bâtiment d'enseignement général et le bâtiment d'enseignement professionnel.

## Formations professionnelles
Le lycée accueille trois familles de métiers : couture-vêtement flou (VF, uniquement en CAP), métiers de la relation client (commerce-vente-accueil, CAP et baccalauréats professionnels), gestion, logistique-transport (CAP et baccalauréats professionnels). Un BTS Gestion du transport et logistique associée (GTLA) est ouvert à la rentrée 2024. Les formations en bac. pro. logistique et BTS sont également disponibles par apprentissage.
Depuis quelques années, une section européenne a été créée en anglais, et une section est créée en espagnol en 2024.

## Travail de mémoire
Vainqueurs en 2021, en 2022 et 2023 du prix du Concours national Résistance et Déportation, les élèves du LP Verdier commémorent tous les ans la résistance et le souvenir de Jeannette Verdier par plusieurs travaux.
Le 17 juillet 2022, à l'occasion de l'inauguration du la stèle à la mémoire des déportés de Pithiviers, ils ont représenté le lycée à la cérémonie organisée sous le haut patronage du président de la république, Emmanuel Macron. En effet en 1942, huit convois sont partis de la gare de Pithiviers, emmenant vers les Camps de la mort près de 8400 hommes, femmes et enfants.
Leur travail a porté en 2023 sur la vie de Jeannette Verdier elle-même et constitue un point d'orgue des 60 ans du lycée fondé en 1963.

## Galerie

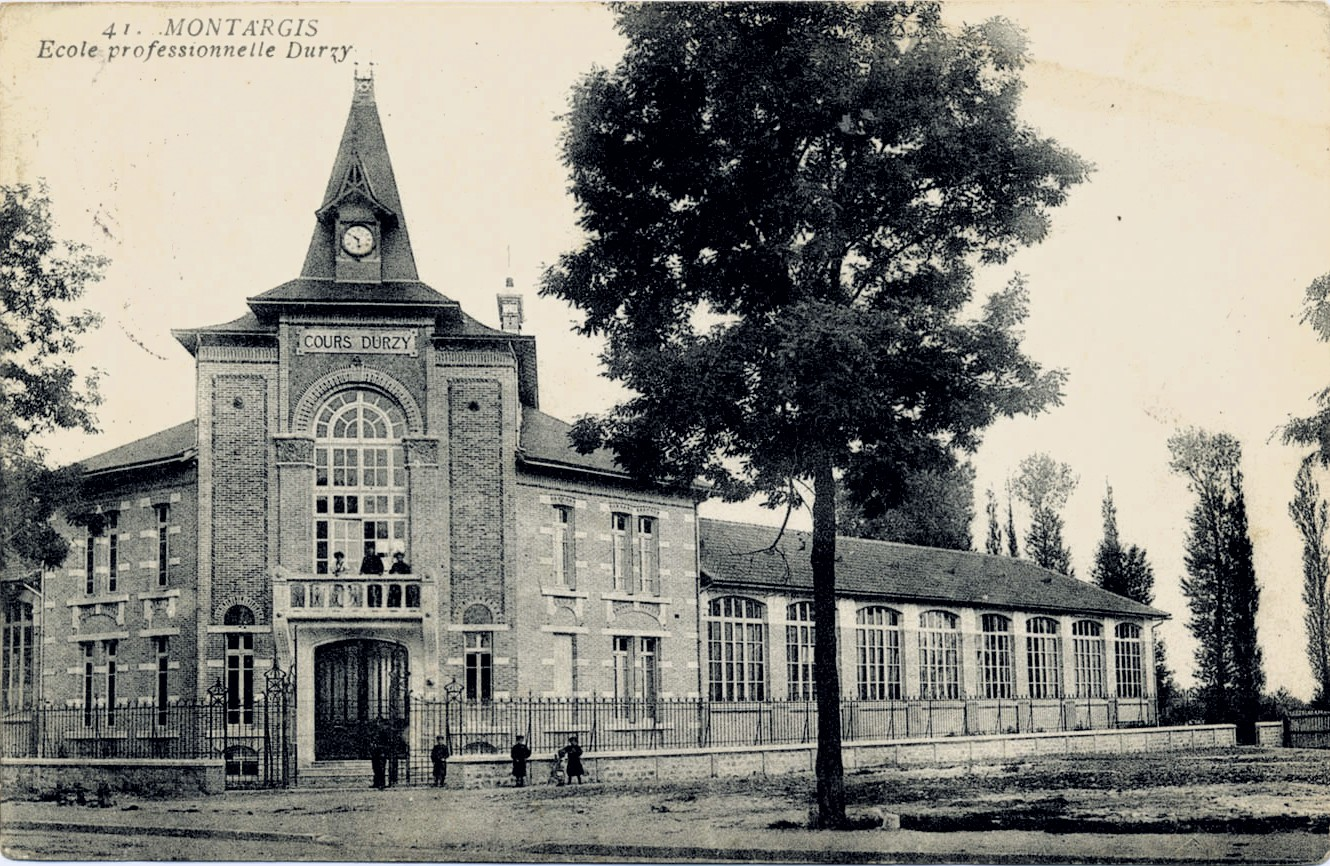
Le premier lycée Durzy

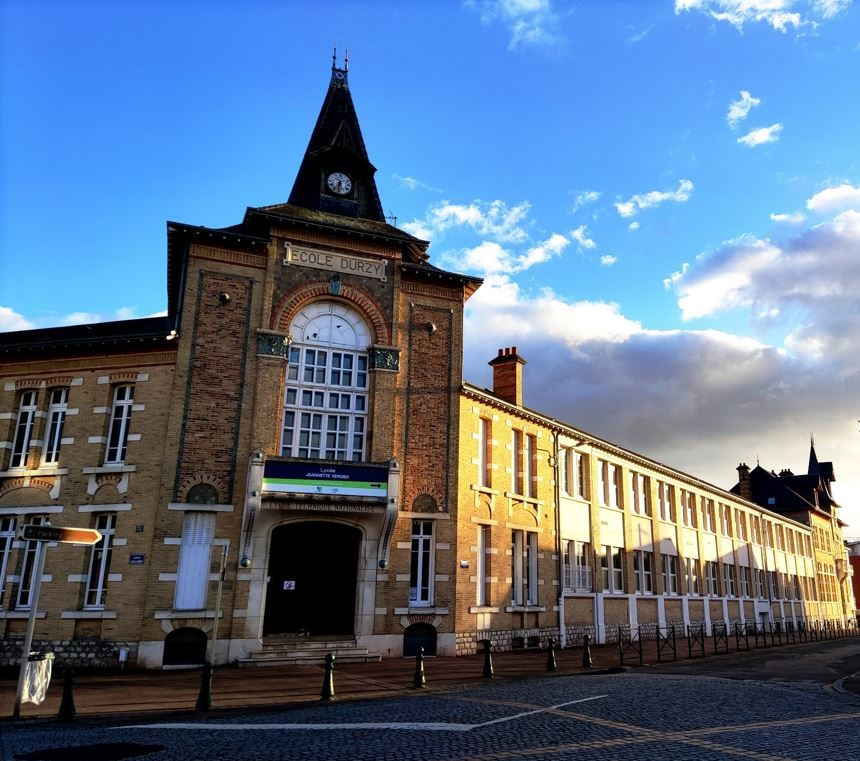
Entrée historique